# Duffel (jas)

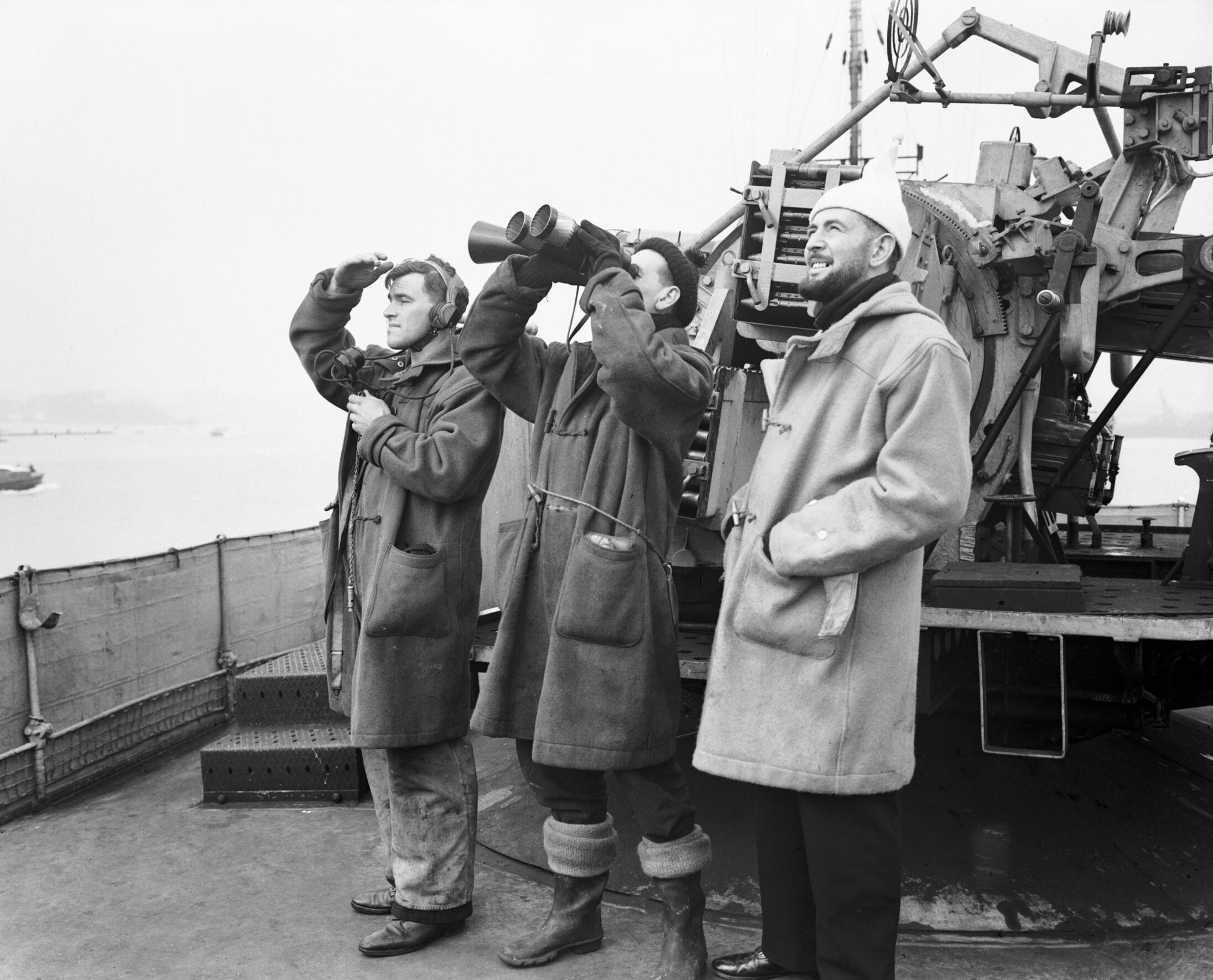
Britse militairen in duffelcoats aan boord van de HMS Atherstone bij Plymouth, 7 maart 1942

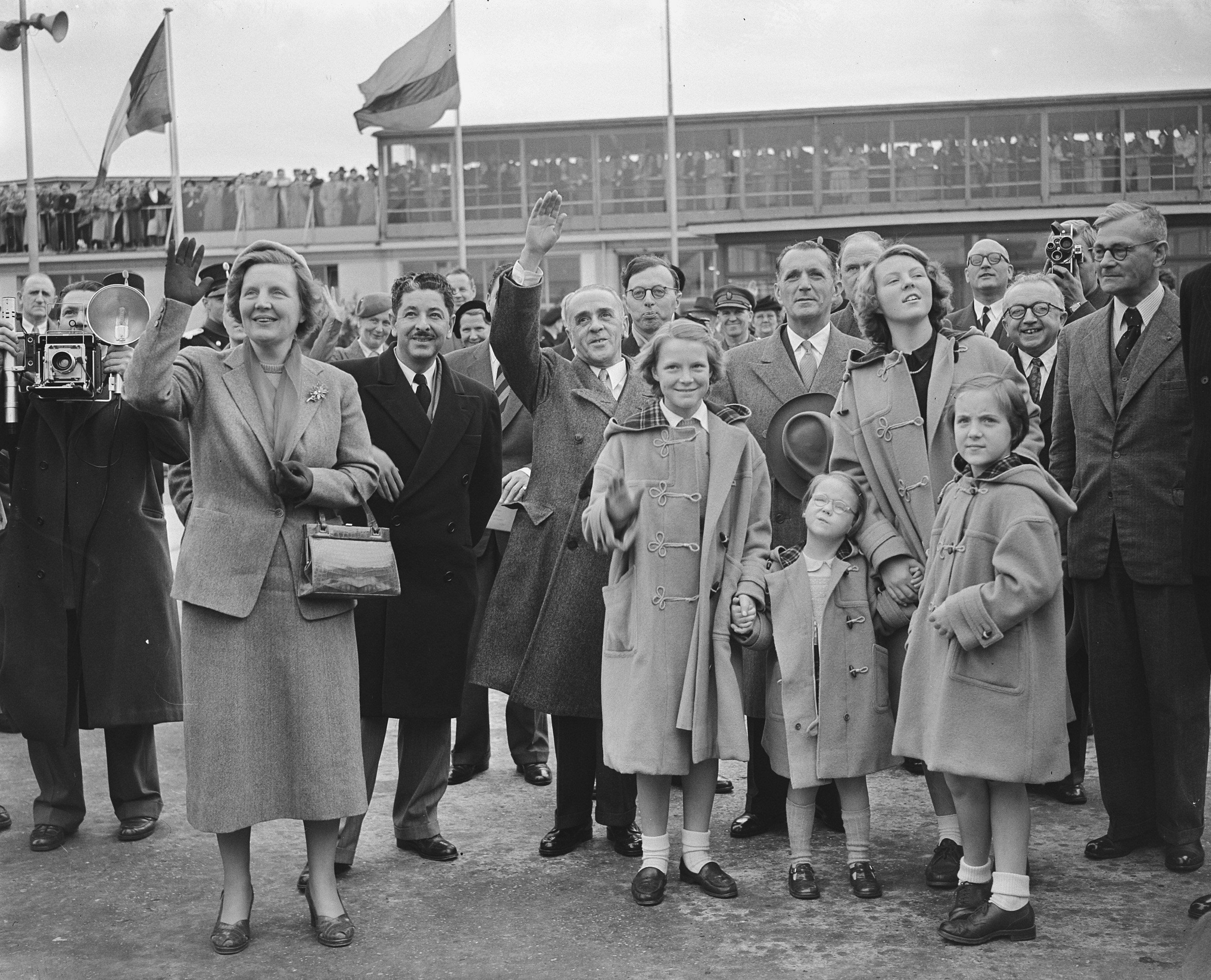
Prinsessen in duffeljassen op vliegveld bij vertrek Prins Bernhard naar Zuid-Amerika (1952)

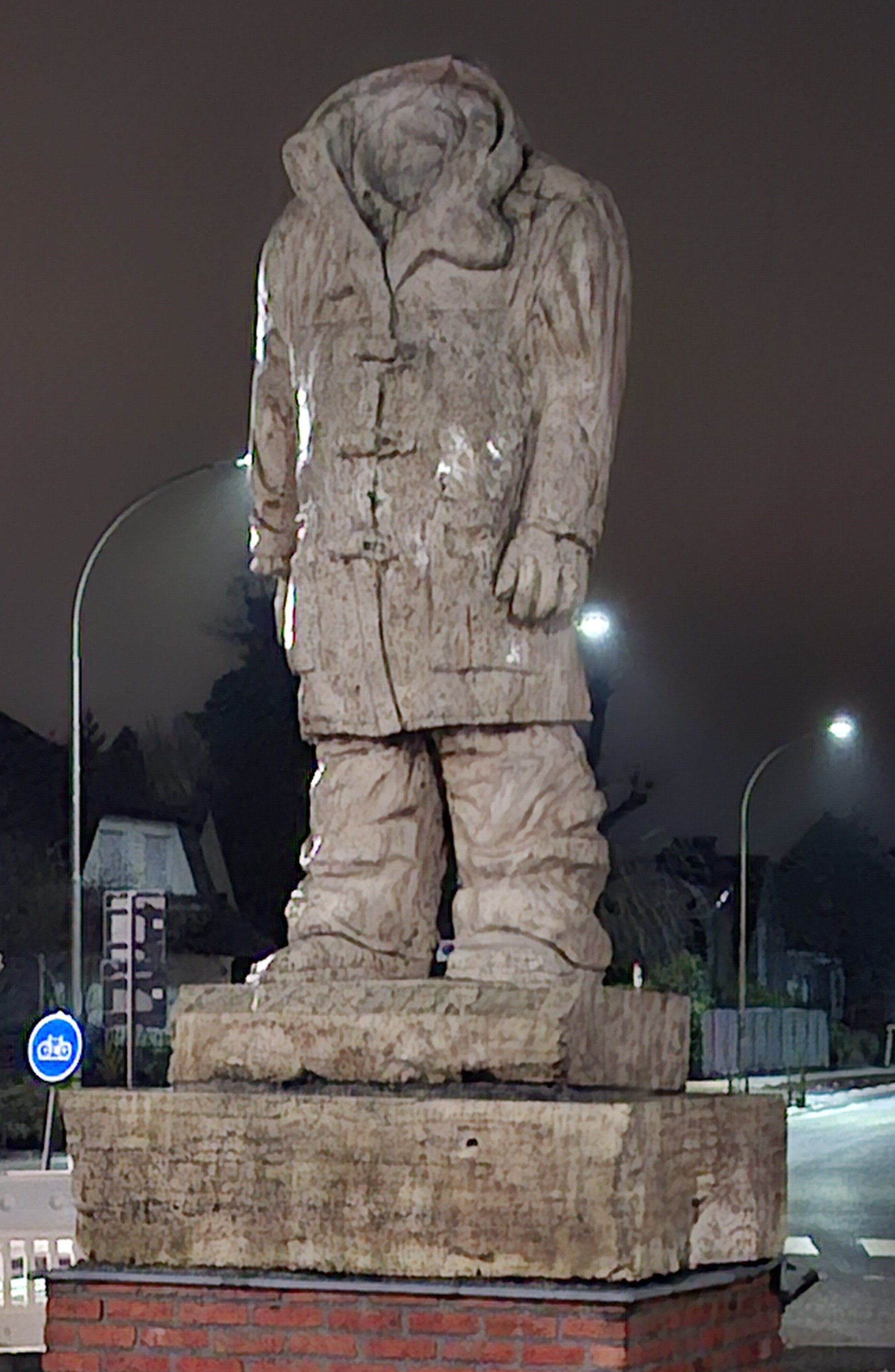
standbeeld De Duffelcoat in Duffel

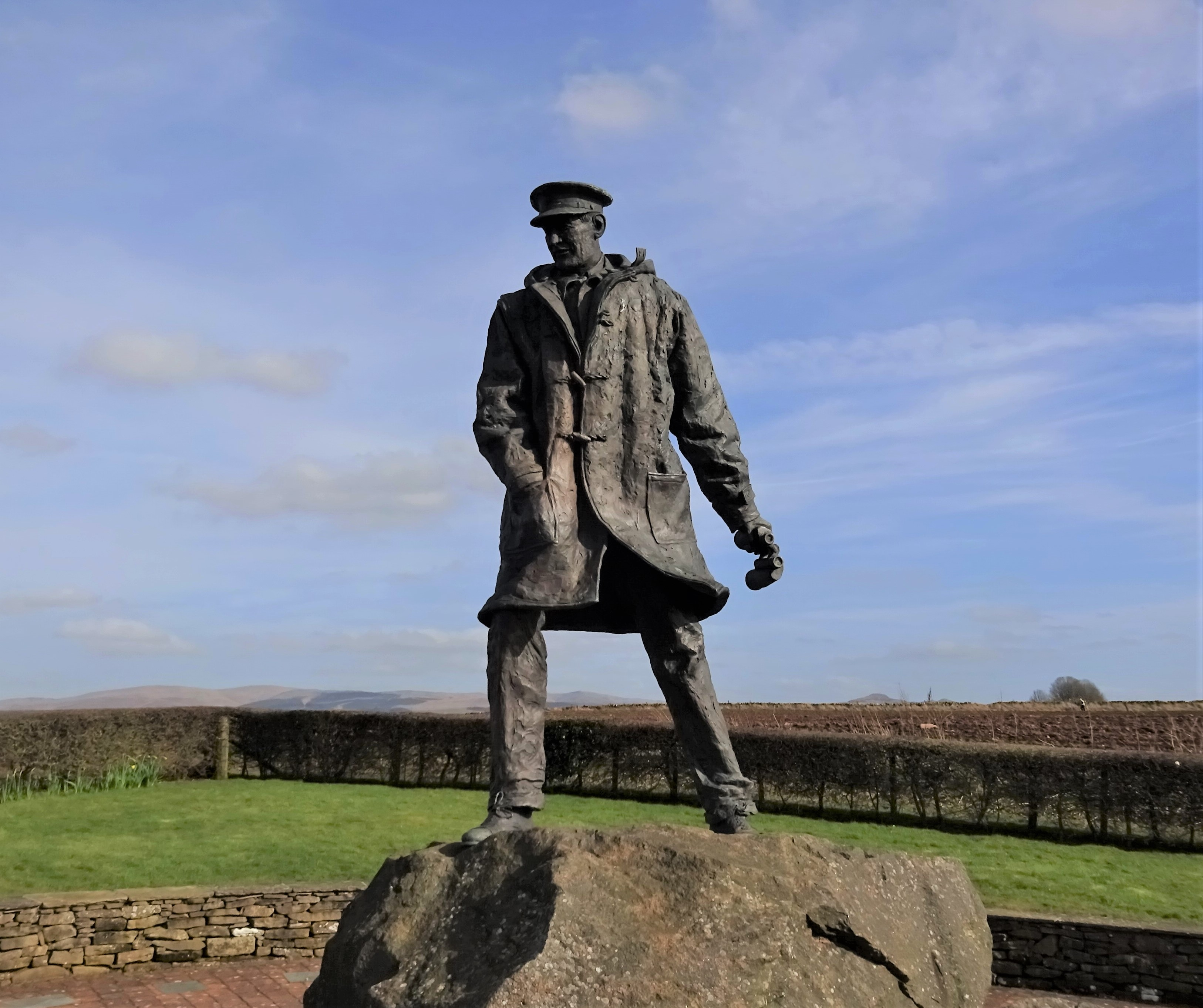
David Stirling en SAS gedenkplaats, Doune, Stirling Council, Engeland

Een duffel, in België ook duffelcoat, in Nederland ook Leidse zeeduffel, bijnamen houtje-touwtjejas of montycoat, is een jas van Duffelse stof met houtje-touwtjesluiting, opgenaaide zakken en grote capuchon die eind 18e eeuw in Engeland op de markt kwam naar een ontwerp van John Partridge en vanaf 1890 werd gebruikt door de Engelse koninklijke marine. In de Tweede Wereldoorlog werden de jassen door het Engelse leger gebruikt, waaronder door veldmaarschalk Bernard Montgomery en kolonel David Stirling. Na de oorlog kwam de jas goedkoop op de Engelse markt als overtollige voorraad van het leger. De duffelse jas werd populair onder brede lagen van de burgerbevolking, in Nederland ook als vorm van eerbetoon aan het Engelse leger, dat een grote rol speelde bij de bevrijding van Europa toen dat was bezet en/of werd bestuurd door nazi-Duitsland.

## Etymologie
Er is een duidelijk etymologisch verband tussen dit type jas en de Belgische plaats Duffel in de provincie Antwerpen. Met duffel wordt een zware, ruwe stof van wol aangeduid die eeuwenlang in deze plaats vervaardigd werd en over heel Europa werd geëxporteerd. De Duffelse stof werd vanaf circa 1550 ook in Leiden vervaardigd en onder die naam naar alle werelddelen geëxporteerd. De kwaliteit was eeuwen later nog zo bekend dat de bekende winterjas met "houtje-touwtjesluiting" duffelcoat wordt genoemd. De sluiting van de jas komt voor in het logo van het gemeentebestuur van Duffel. In 2013 werd het standbeeld De Duffelcoat, geschonken door Frans Vermeulen, op de rotonde in de Hondiuslaan te Duffel geplaatst.

### Montycoat
De jas wordt ook wel Montycoat genoemd, naar de Britse veldmaarschalk Bernard Montgomery, die de legerjas van de marine ook invoerde bij het Britse leger en op een bekende foto de jas zelf droeg. In Nederland was de legerleider populair omdat hij in de Tweede Wereldoorlog de Duitse generaal-veldmaarschalk Rommel versloeg, Operatie Market Garden leidde en aan de onderhandelingstafel zat toen nazi-Duitsland capituleerde.

## Beschrijving
De duffel is vermoedelijk het bekendst in zijn klassieke uitvoering: donkerblauwe of kakikleurige wollen stof met houten pennen en touwen gespen, en wordt als winterjas gedragen. Het speciale van de sluiting bestaat daarin dat de vaak houten langwerpige knopen niet door knoopsgaten in de stof van het andere voorpand gaan, maar dat lussen zijn gemaakt van opgestikt touw waar de klosjes doorheen gestoken kunnen worden. De jas heeft rechte opgestikte zakken, een grote kap (capuchon) en wordt vervaardigd uit een dikke, wind- en waterdichte wollen stof. De sluiting met grote lussen was ontworpen om door matrozen met handschoenen aan te worden gesloten, de grote kap kon over een uniform-pet worden gedragen.
Ook hedendaagse modeontwerpers laten zich nog vaak inspireren door de duffeljas, wat vaak leidt tot meer trendy modellen met eigentijdse accessoires en materialen voor onder andere de jassluitingen, kraag en boorden.
In de jaren zeventig werd ook een afwijkend en zeer eenvoudig model, veelal aangeduid als duffeltje, veel gedragen. De stof was hetzelfde, maar de vorm was een eenvoudig jack met rits, met twee zakken en zonder capuchon. De kleur was vaak zwart, maar groen kwam ook voor.

## Trivia
- Van de Nederlandse emeritus hoogleraar Julius van Oven bestaat een toentertijd ophefmakende krantenfoto waarop hij, wars van conventies, in een soort houtje-touwtjejas bij koningin Juliana verschijnt voor zijn benoeming tot minister van Justitie (1956).[5]
- Sinds de jaren 1980 wordt het begrip 'houtje-touwtje' in Nederland ook gebruikt als aanduiding voor een organisatie of bedrijf dat amateuristisch is georganiseerd.
- Beroemdheden die de jas droegen waren onder anderen Alex Kapranos van de Schotse band Franz Ferdinand, popmusicus David Bowie in de film The Man Who Fell to Earth, actrice Natalie Portman, popzangeres Britney Spears en de Engelse fantasiefiguur Paddington Bear.